# André Bourgey
Cet article possède un paronyme, voir André Bourguet.
Pour les articles homonymes, voir Bourgey.
André Bourgey, né le 9 septembre 1936 à Saint-Étienne, est un géographe français spécialiste du monde arabe.

## Biographie
André Bourgey fait ses études secondaires à Lyon et Alger puis supérieures à la faculté des lettres de Lyon.
Agrégé de géographie, il devient professeur de lycée puis assistant de géographie à Lyon, avant de partir en poste à Beyrouth (Centre d'étude et de recherche sur le Moyen-Orient contemporain) où il reste de 1968 à 1983.
Il enseigne, de 1983 à sa retraite, la géographie du Proche et Moyen-Orient et de l'Afrique du Nord à l'Institut national des langues et civilisations orientales (INALCO ou « Langues'O »), dont il est président de 1993 à 2001
Il est directeur de l'Institut d'études arabes et islamiques (Université de Paris III) de 1989 à 1992, membre du Conseil d'administration de l'Institut du monde arabe (à partir de 1993) et de celui de l'Agence universitaire de la Francophonie de 1998 à 2001.
Il est membre du conseil scientifique de l'IREMMO[Quoi ?].

## Publications
André Bourgey est l'auteur de 87 publications destinées au grand public comme au monde universitaire.
Il a également coordonné plusieurs ouvrages, dont Industrie et changements sociaux dans l'Orient arabe et Migrations internationales de travail et changement sociaux dans l'Orient arabe.

## Distinctions
- Officier de la Légion d'honneur
- Officier de l'ordre national du Mérite
- Commandeur de l'ordre des Palmes académiques